# Verwaltungsgemeinschaft Kirchehrenbach
In der Verwaltungsgemeinschaft Kirchehrenbach im oberfränkischen Landkreis Forchheim haben sich folgende Gemeinden zur Erledigung ihrer Verwaltungsgeschäfte zusammengeschlossen:
1. Kirchehrenbach, 2227 Einwohner, 8,21 km²
2. Leutenbach, 1656 Einwohner, 19,41 km²
3. Weilersbach, 2039 Einwohner, 8,61 km²

Sitz der Verwaltungsgemeinschaft ist die Gemeinde Kirchehrenbach.